# خوليو سيبيدا
خوليو سيبيدا (بالإسبانية: Julio Cepeda)‏ هو دراج مكسيكي، ولد في 20 ديسمبر 1932.

## وصلات خارجية
- خوليو سيبيدا على موقع أرشيف الدراجات (الإنجليزية)
- خوليو سيبيدا على موقع إحصائيات الدراجات الإحترافية (الإنجليزية)
- خوليو سيبيدا على موقع أوليمبيديا (الإنجليزية)